# Manuel Filiberto de Saboya (1731-1735)
Manuel Filiberto de Saboya (Turín, 17 de mayo de 1731 - id. 23 de abril de 1735), fue un príncipe saboyano. Nació bajo el reinado de su padre Carlos Manuel III de Saboya, rey de Cerdeña, siendo el primero en nacer durante su reinado.

## Vida
El príncipe Manuel Filiberto nació en el Palacio Real de Turín. Fue el quinto vástago pero segundo varón del rey Carlos Manuel III de Cerdeña y su segunda esposa, la landgravina Polixena de Hesse-Rotenburg, fue nombrado duque de Aosta desde su nacimiento hasta su muerte.
Entre sus primos maternos estaban Víctor Amadeo de Saboya, príncipe de Carignano y su hermana menor, la futura princesa de Lamballe, ambos nacidos en la corte de Saboya. Sus primos paternos incluían a Fernando VI de España, que era príncipe de Asturias en el momento de su nacimiento.
Murió el 23 de abril de 1735 a los 3 años de edad, tres meses después que su madre.

## Título
- 17 de mayo de 1731 - 23 de abril de 1735: Su Alteza Real el Duque de Aosta